# 恵み野西
恵み野西（めぐみのにし）は北海道恵庭市の地名。郵便番号は061-1373。人口は2,754人、世帯数は1,414世帯。

## 地理
恵み野の西にある地域で、恵み野西には複合商業施設「アクロス恵み野」や恵み野ショッピングモールや恵み野商店街など、個人店も含め商業施設がある。沿線に国道36号（恵庭バイパス）、団地中央通、柏木中通があり、恵み野西に団地環状通、黄金中島通、恵み野1号線が通っている。恵み野で唯一の恵み野駅があり、複数の金融機関や医療機関がある。

## 歴史
1979年に恵庭ニュータウン恵み野が造成された。1980年に南島松の一部から恵み野西（3丁目）に町名変更された。その後は恵み野西4丁目、恵み野西1丁目、恵み野西2丁目、恵み野5丁目、恵み野西6丁目が編入されていった。

### 沿革
- 1980年（昭和55年）- 南島松から恵み野西に町名変更[5]。
- 1981年（昭和56年）- 恵み野西4丁目が編入[5]。
- 1982年（昭和57年）- 恵み野西1丁目・西2丁目が編入[5]。
- 1983年（昭和58年）- 恵み野西5丁目・西6丁目が編入[5]。

### 町名の変遷
町名の変遷は以下の通り。
| 実施内容 | 実施年月日 | 実施前 | 実施後   |
| -------- | ---------- | ------ | -------- |
| 町名変更 | 1980年     | 南島松 | 恵み野西 |

## 人口と世帯数
2023年9月30日現在の人口と世帯数は以下の通り。
| 町・丁        | 人口    | 世帯      |
| ------------- | ------- | --------- |
| 恵み野西1丁目 | 692人   | 347世帯   |
| 恵み野西2丁目 | 264人   | 154世帯   |
| 恵み野西3丁目 | 320人   | 163世帯   |
| 恵み野西4丁目 | 437人   | 205世帯   |
| 恵み野西5丁目 | 261人   | 152世帯   |
| 恵み野西6丁目 | 780人   | 393世帯   |
| 計            | 2,754人 | 1,414世帯 |

### 人口の変遷
国勢調査による人口数の推移。
| 1995年（平成7年）  | 3,254人 | [ 6 ]  |  |
| 2000年（平成12年） | 3,185人 | [ 7 ]  |  |
| 2005年（平成17年） | 3,007人 | [ 8 ]  |  |
| 2010年（平成22年） | 3,067人 | [ 9 ]  |  |
| 2015年（平成27年） | 2,984人 | [ 10 ] |  |
| 2020年（令和2年）  | 2,916人 | [ 11 ] |  |

### 世帯数の変遷
国勢調査による世帯数の推移。
| 1995年（平成7年）  | 1,031世帯 | [ 6 ]  |  |
| 2000年（平成12年） | 1,074世帯 | [ 7 ]  |  |
| 2005年（平成17年） | 1,104世帯 | [ 8 ]  |  |
| 2010年（平成22年） | 1,125世帯 | [ 9 ]  |  |
| 2015年（平成27年） | 1,128世帯 | [ 10 ] |  |
| 2020年（令和2年）  | 1,201世帯 | [ 11 ] |  |

## 小・中学校の通学区
小・中学校の通学区は以下の通り。
| 町・丁   | 街区 | 小学校               | 中学校               |
| -------- | ---- | -------------------- | -------------------- |
| 恵み野西 | 全域 | 恵庭市立恵み野小学校 | 恵庭市立恵み野中学校 |

## 交通

### 鉄道
- JR千歳線恵み野駅

### バス
- えにわコミュニティバス（ecoバス）[13]
  - 「恵み野西5丁目」・「JR恵み野駅東口」・「恵み野病院」・「恵み野南2丁目」・「恵み野南1丁目」停留所がある。

### 道路
- 一般国道
  - 国道36号（恵庭バイパス）[14]
- 都市計画道路
  - 3・4・113 柏木中通[14]
  - 3・4・123 団地中央通[14]
  - 3・4・124 団地環状通[14]
  - 3・4・125 恵み野1号線[14]
  - 3・4・127 黄金中島通[14]

## 施設
文化
- 恵庭市立図書館（恵み野西5丁目）
- 恵み野西会館（恵み野西1丁目）

教育
- 北海道エコ・動物自然専門学校（恵み野西5丁目）
- 日本医療大学恵み野キャンパス（恵み野西6丁目）

公園
- チビッコ公園（恵み野西1丁目）
- 花の丘公園（恵み野西3丁目）

福祉医療
- ライオン歯科クリニック（恵み野西1丁目）
- 恵み野病院（恵み野西2丁目）
- ラ・デュース恵み野（恵み野西5丁目）

行政
- 千歳警察署恵み野交番（恵み野西1丁目）
- 恵庭恵み野郵便局（恵み野西1丁目）
- 恵庭恵み野中郵便局（恵み野西5丁目）

銀行
- 北海道銀行恵み野出張所（恵み野西1丁目）
- 北海道信用金庫恵み野支店（恵み野西2丁目）
- 北洋銀行恵庭中央支店恵み野出張所（恵み野西2丁目）

商業
- ローソン恵庭恵み野駅前（恵み野西1丁目）
- ケンタッキーフライドチキン恵み野店（恵み野西1丁目）
- つぼ八恵み野店（恵み野西2丁目）
- セブン-イレブン恵庭恵み野西店（恵み野西3丁目）
- ツルハドラッグ恵み野西店（恵み野西3丁目）
- ラルズマート恵み野店（恵み野西3丁目）
- セカンドストリート恵み野店（恵み野西3丁目）
- コープさっぽろ恵み野店（恵み野西5丁目）